# Randolph Ross
Randolph Ross (ur. 1 stycznia 2001 w Shelby) – amerykański lekkoatleta specjalizujący się w biegach sprinterskich.
W 2021 zdobył złoto za bieg w eliminacjach sztafety 4 × 400 metrów podczas igrzysk olimpijskich w Tokio.
Studiuje na Uniwersytecie Karoliny Północnej. Złoty medalista akademickich mistrzostw NCAA.
Trenuje go jego ojciec, Duane Ross, olimpijczyk i brązowy medalista mistrzostw świata.

## Osiągnięcia
| Rok  | Impreza              | Miejsce | Konkurencja             | Lokata     | Wynik           |
| ---- | -------------------- | ------- | ----------------------- | ---------- | --------------- |
| 2021 | Igrzyska olimpijskie | Tokio   | bieg na 400 metrów      | eliminacje | 45,67           |
| 2021 | Igrzyska olimpijskie | Tokio   | sztafeta 4 × 400 metrów | 1. miejsce | 2:55,70 (elim.) |

## Rekordy życiowe
- Bieg na 200 metrów (stadion) – 20,77 (2021) / 20,58w (2021)
- Bieg na 200 metrów (hala) – 20,50 (2021)
- Bieg na 400 metrów (stadion) – 43,85 (2021)
- Bieg na 400 metrów (hala) – 44,62 (2022)